# Fachanwalt für Arbeitsrecht
Bei der Zulassung (Erlaubnis) zum Fachanwalt für Arbeitsrecht handelt es sich um eine Fachanwaltsbezeichnung des deutschen Berufsrechts der Rechtsanwälte.
Der Fachanwalt für Arbeitsrecht gehört zu den ältesten deutschen Fachanwaltsbezeichnungen, die bereits in § 43c BRAO genannt sind.

## Rechtsgebiete der Ausbildung
Inhaltlich wird die Erlaubnis durch die in § 10 der Fachanwaltsordnung (FAO) genannten Rechtsgebiete, bezüglich derer der die Fachanwaltsbezeichnung führende Rechtsanwalt besondere Kenntnisse nachweisen muss, definiert:
1. Individualarbeitsrecht
  - a) Abschluss und Änderung des Arbeits- und Berufsausbildungsvertrages,
  - b) Inhalt und Beendigung des Arbeits- und Berufsausbildungsverhältnisses einschließlich Kündigungsschutz,
  - c) Grundzüge der betrieblichen Altersversorgung,
  - d) Schutz besonderer Personengruppen, insbesondere der Schwangeren und Mütter, der Schwerbehinderten und Jugendlichen,
  - e) Grundzüge des Arbeitsförderungs- und des Sozialversicherungsrechts,
2. Kollektives Arbeitsrecht
  - a) Tarifvertragsrecht,
  - b) Personalvertretungs- und Betriebsverfassungsrecht,
  - c) Grundzüge des Arbeitskampf- und Mitbestimmungsrechts,
3. Verfahrensrecht

Weiter erforderlich zum Erwerb der Erlaubnis den Titel Fachanwalt für Arbeitsrecht führen zu dürfen ist, wie bei allen Fachanwaltsbezeichnungen, der Nachweis besonderer praktischer Erfahrungen. Hier fordert § 5 S. 1 lit. c FAO den Nachweis von 100 von dem Bewerber bearbeiteter Fälle, von denen mindestens die Hälfte gerichts- oder rechtsförmliche Verfahren sein müssen; außerdem müssen fünf Fälle aus dem Bereich des kollektiven Arbeitsrecht stammen, wobei als kollektives Arbeitsrecht hier auch das Individualarbeitsrecht gilt, wenn die Fälle Rechtsfragen aus dem Gebiet des kollektiven Arbeitsrechts zum Gegenstand haben.

## Statistik
Zum 1. Januar 2024 sind 11.163 Fachanwälte für Arbeitsrecht in Deutschland zugelassen, sodass das Arbeitsrecht weiterhin die zahlenmäßig größte Fachanwaltschaft ist.